# Kleczkowo
Kleczkowo [pronunciación en polaco: /klɛt͡ʂˈkɔvɔ/] es un pueblo ubicado en el distrito administrativo de Gmina Troszyn, dentro del condado de Ostrołęka, voivodato de Mazovia, en el este de Polonia central. Se encuentra aproximadamente a 9 kilómetros al este de Troszyn, a 20 kilómetros al este de Ostrołęka, y a 110 kilómetros al noreste de Varsovia.